# (36916) 2000 SW195
2000 SW195 (asteroide 36916) é um asteroide da cintura principal. Possui uma excentricidade de 0.17033240 e uma inclinação de 2.08840º.
Este asteroide foi descoberto no dia 24 de setembro de 2000 por LINEAR em Socorro.